# Oreopanax kuntzei
Oreopanax kuntzei là một loài thực vật có hoa trong Họ Cuồng cuồng. Loài này được Harms ex Kuntze mô tả khoa học đầu tiên năm 1898.